# Bentley Continental Flying Spur
Bentley Continental Flying Spur — престижні седани британської компанії Bentley, концерну Volkswagen AG. Назва "Flying Spur" в перекладі означає летюча шпора.

## Опис
Continental Flying Spur це другий Bentley з цією назвою, перший виготовлявся з 1961 по 1966 рік, з кузовом виробництва HJ Mulliner & Ко (пізніше Mulliner Park Ward) на шасі Bentley Continental. Крім того, Continental Flying Spur Bentley є другою серією, яка розроблена відповідно з участю концерну Volkswagen з 2006 року виготовляється на Скляній мануфактурі у Дрездені. Таким чином, вся серія Continental (Flying Spur, GT (купе) і GTC (кабріолет)) конструктивно схожа з Volkswagen Phaeton, але має більш високу якість інтер'єру і виключно шести-літровий твін-турбо W12. Всі моделі поставляються з постійним повним приводом і активною пневмопідвіскою.

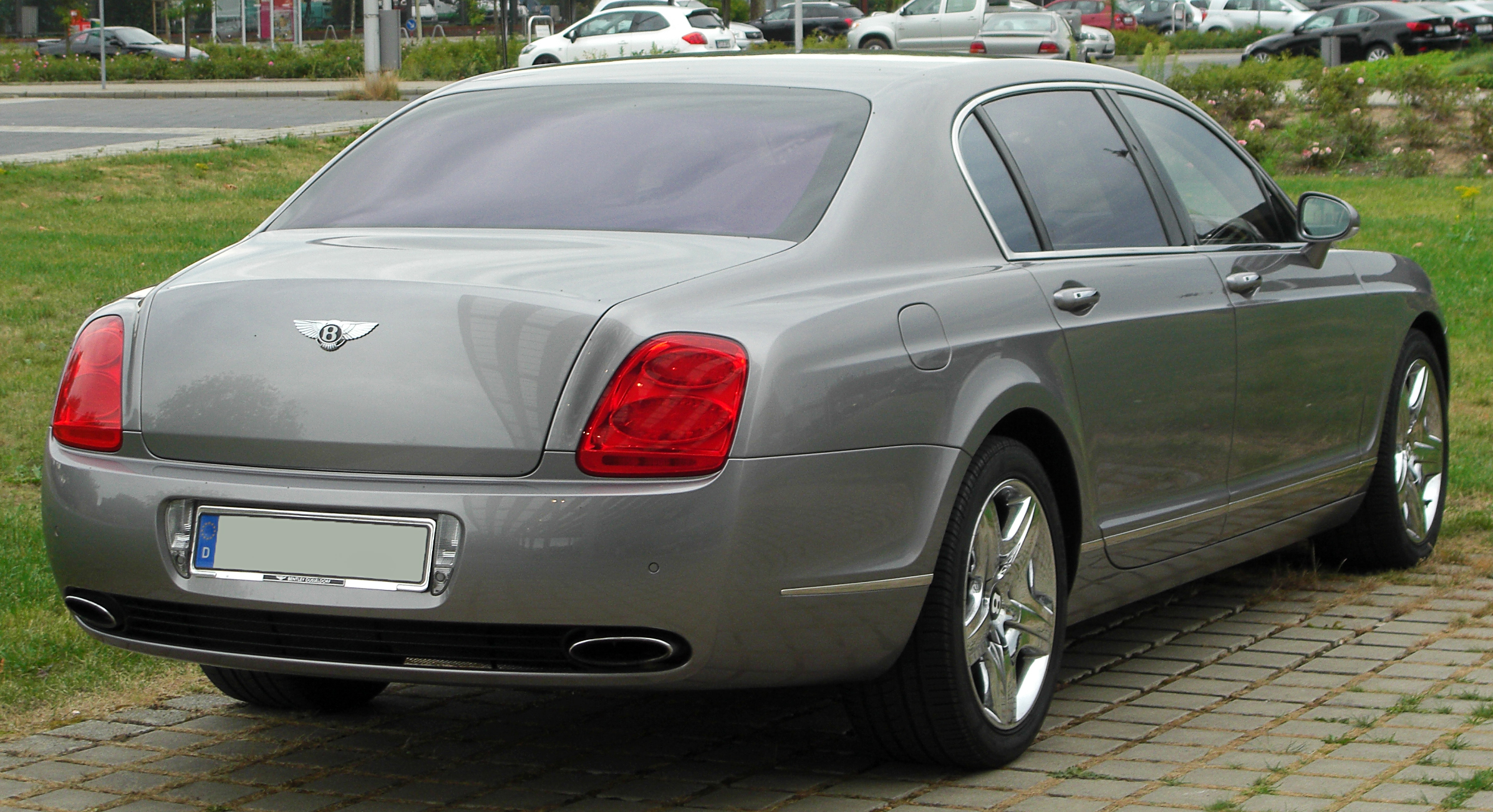
Bentley Continental Flying Spur (2005-2008)
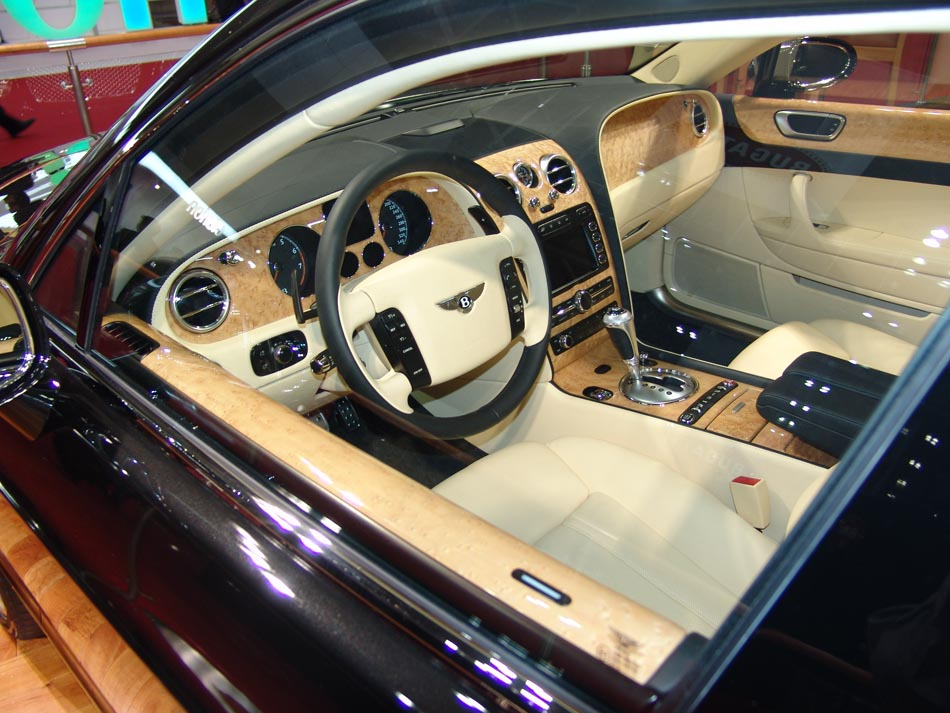
Bentley Continental Flying Spur (2005-2008)

В жовтні 2008 року Flying Spur модернізовано.
Зовні був змінений передній і задній фартухи, а також додано стаціонарні вертикальні ґрати в передньому бампері. Була покращена ізоляція кузова.

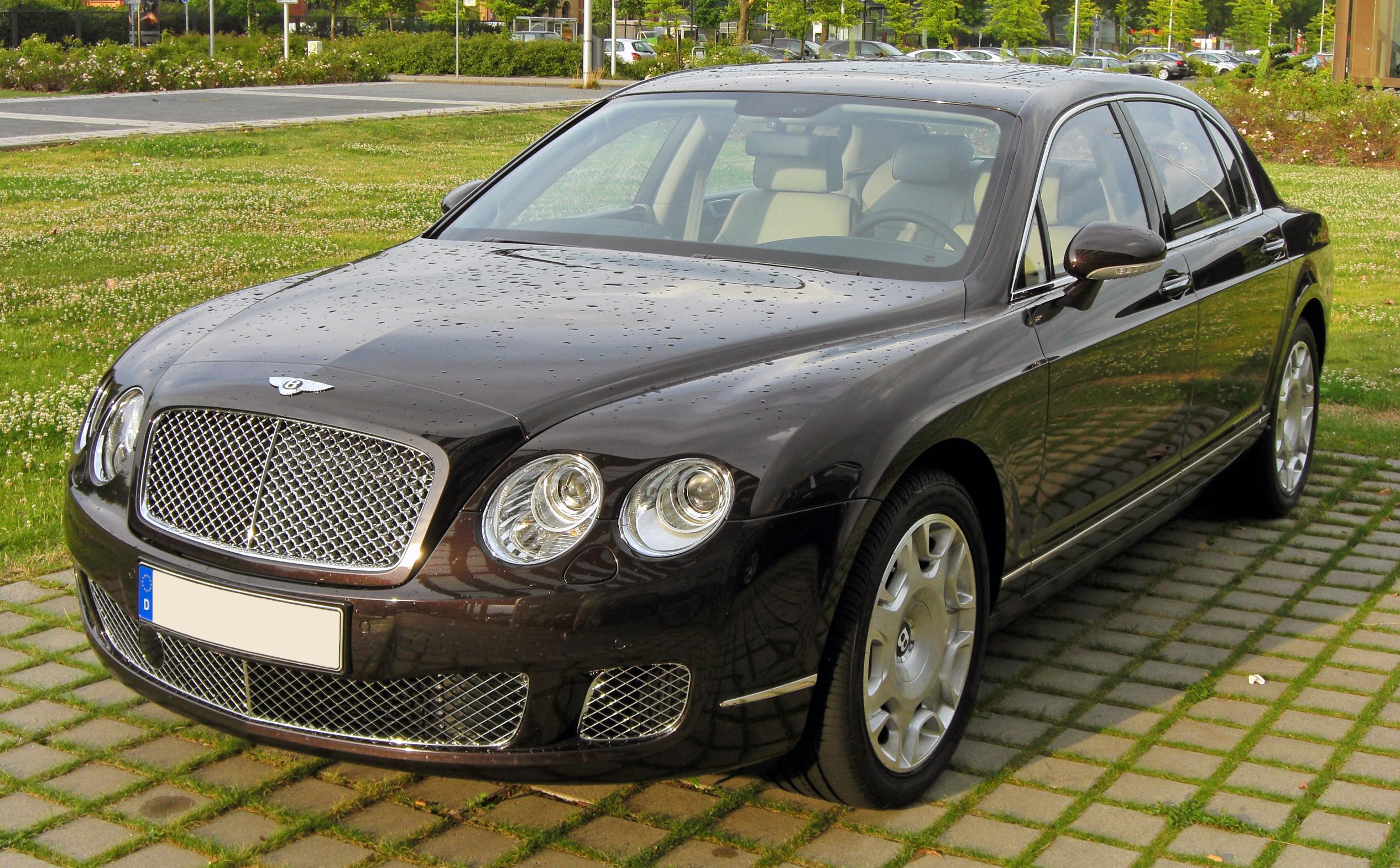
Bentley Continental Flying Spur (з 2009)
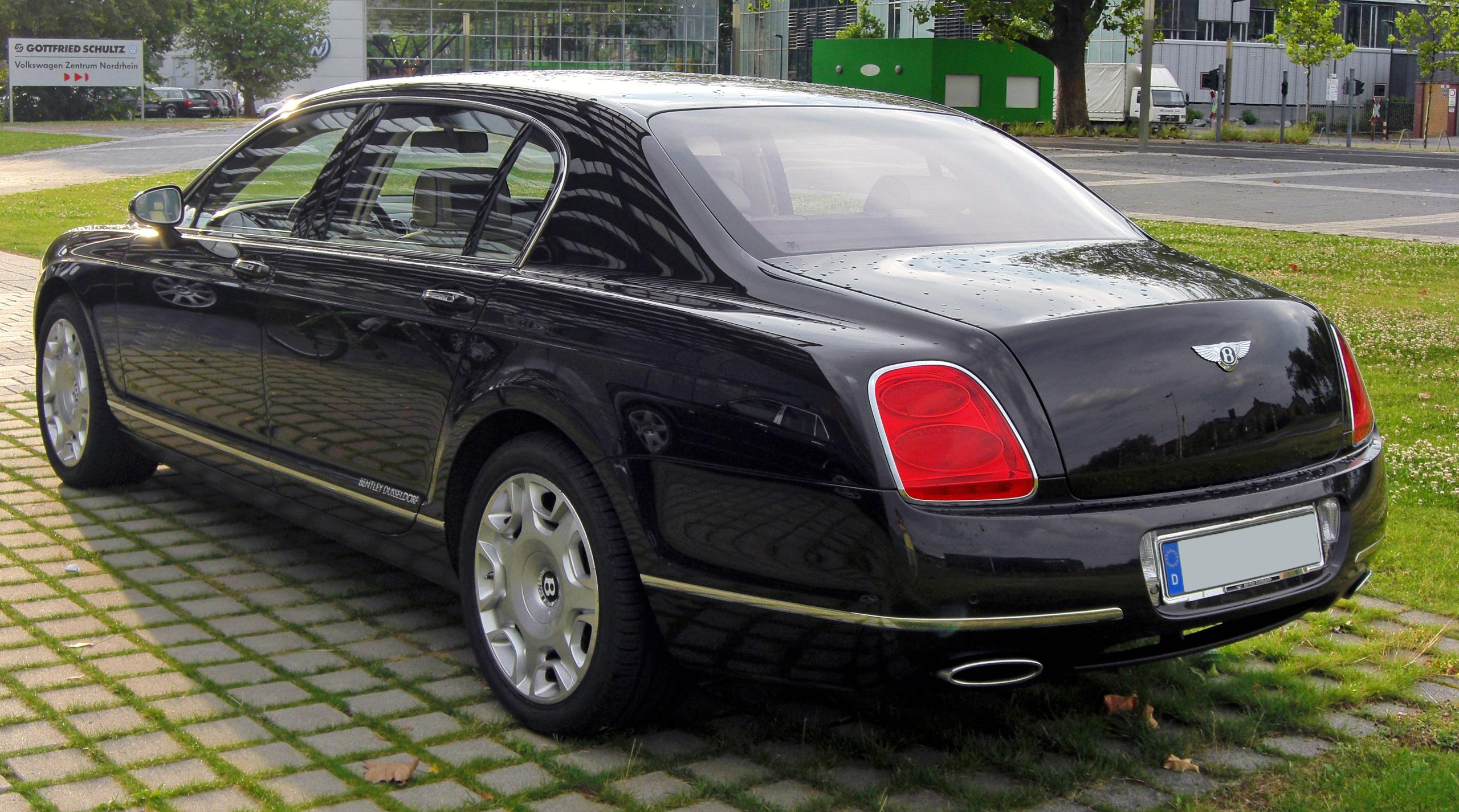
Bentley Continental Flying Spur (з 2009)

В рамках оновлення сімейства Flying Spur була представлена модифікація Continental Flying Spur Speed. Автомобіль відрізняється дизайном, а також збільшеною потужністю двигуна, що дозволило розвинути максимальну швидкість 322 км/год, що робить його найшвидшим серійним седаном у світі.

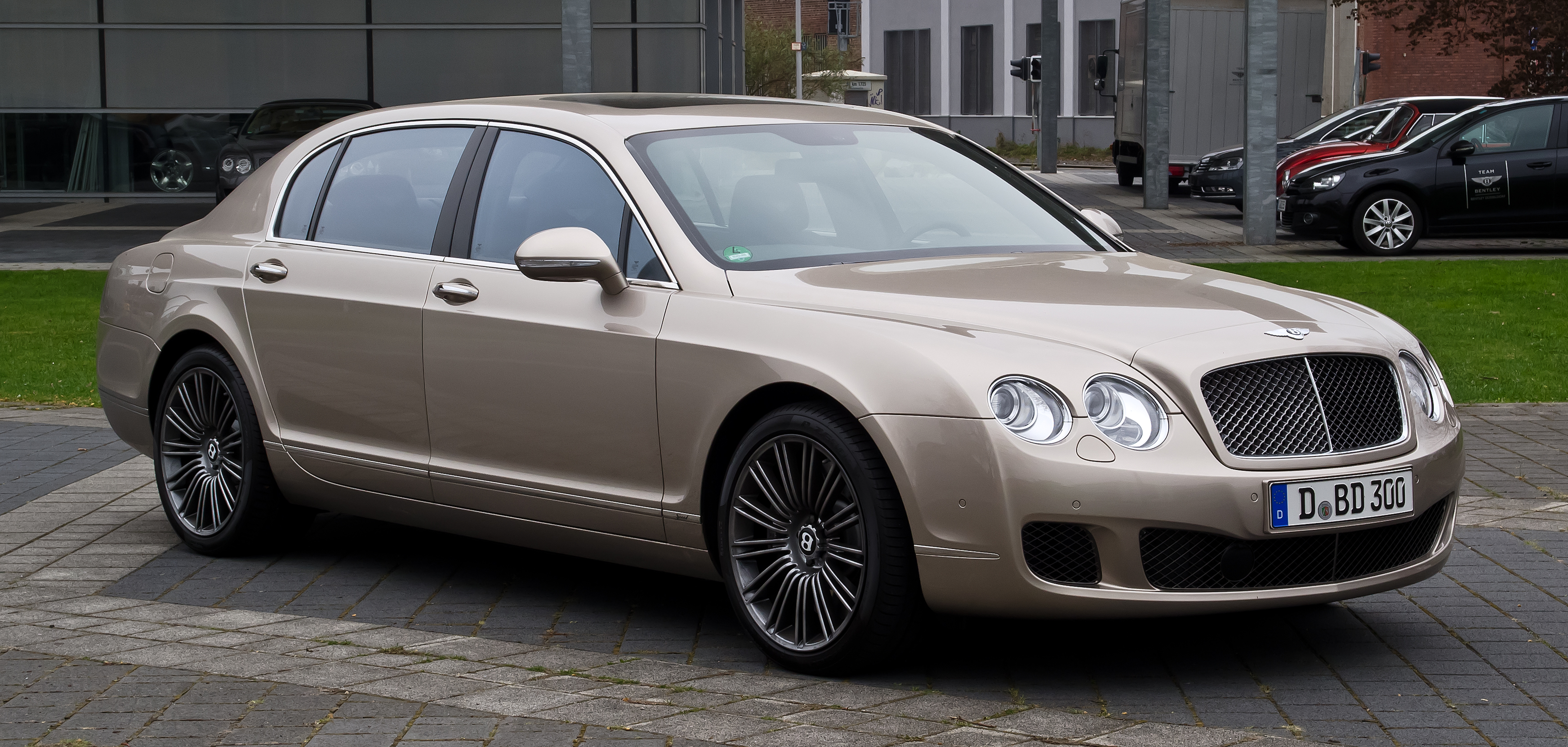
Bentley Continental Flying Spur Speed (з 2009)
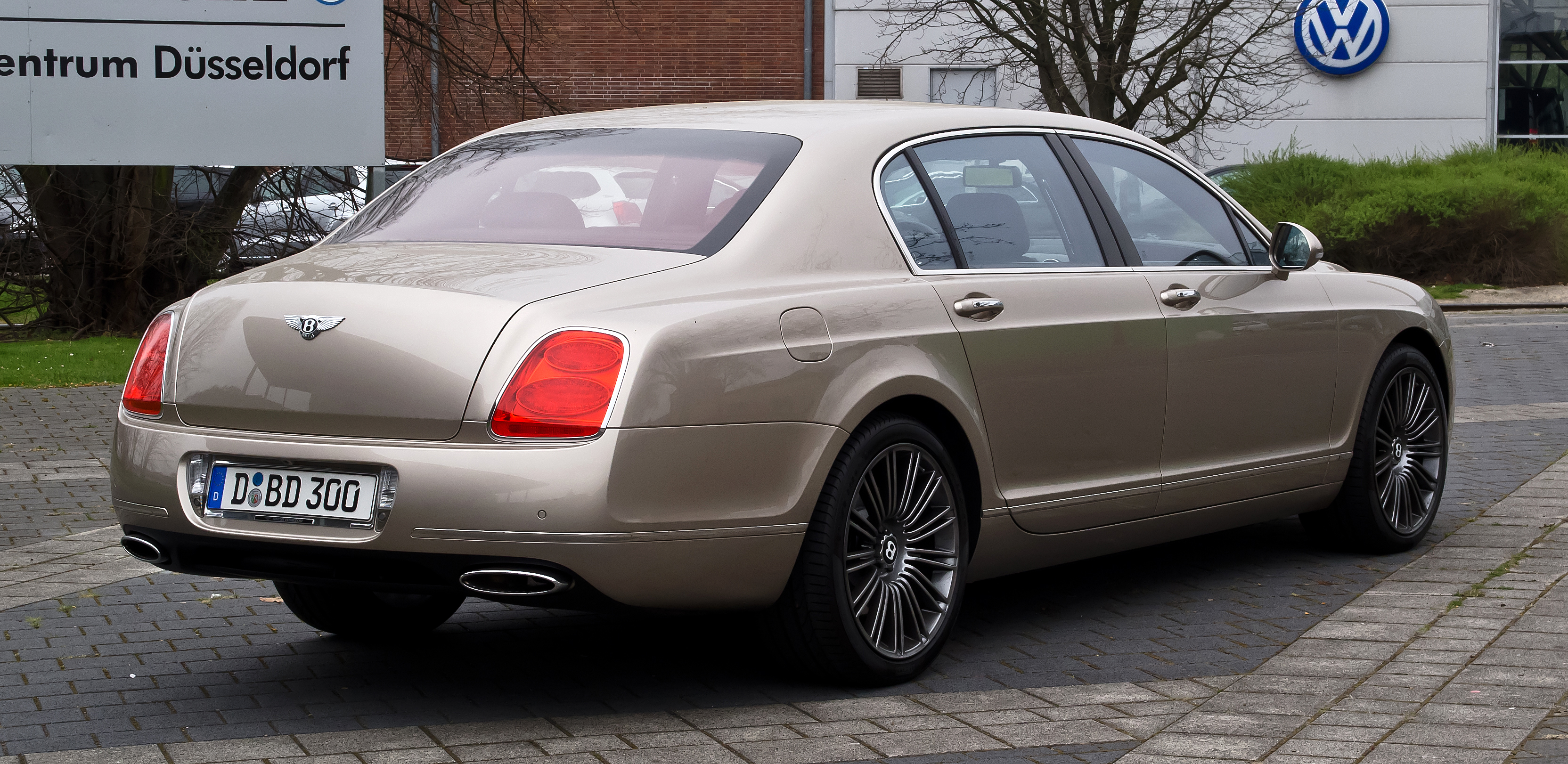
Bentley Continental Flying Spur Speed (з 2009)

## Двигуни
- 6.0 L W12 twin-turbo 560 к.с.
- 6.0 L W12 twin-turbo 610 к.с.